# Anaïs Bescond
Anaïs Bescond (ur. 15 maja 1987 w Aunay-sur-Odon) – francuska biathlonistka, trzykrotna medalistka olimpijska, wielokrotna medalistka mistrzostw świata.

## Przebieg kariery
Po raz pierwszy na arenie międzynarodowej pojawiła się 15 stycznia 2004 roku w Meribel, zajmując 15. miejsce w sprincie. W 2005 roku zdobyła złoty medal w sztafecie na mistrzostwach świata juniorów w Kontiolahti. Podczas rozgrywanych dwa lata później mistrzostw świata juniorów w Martello była druga w sztafecie oraz trzecia w sprincie i biegu indywidualnym. Zdobyła ponadto srebrny medal w sztafecie na mistrzostwach świata juniorów w Ruhpolding w 2008 roku.
W Pucharze Świata zadebiutowała 8 marca 2007 roku w Oslo, zajmując 60. miejsce w sprincie. Pierwsze punkty wywalczyła 17 grudnia 2009 roku w Pokljuce, gdzie zajęła 29. miejsce w biegu indywidualnym. Pierwszy raz na podium zawodów pucharowych stanęła 16 stycznia 2014 roku w Rasen-Antholz, gdzie wygrała rywalizację w sprincie. Pozostałe miejsca na podium zajęły Niemka Andrea Henkel i Darja Domraczewa z Białorusi. Najlepsze wyniki osiągnęła w sezonie 2017/2018, kiedy zajęła siódme miejsce w klasyfikacji generalnej.
Pierwszy medal wśród seniorek zdobyła podczas mistrzostw świata w Chanty-Mansyjsku, zajmując drugie miejsce w sztafecie. Wynik ten powtórzyła na mistrzostwach świata w Ruhpolding w 2012 roku i mistrzostwach świata w Kontiolahti trzy lata później. Na tej drugiej imprezie srebrny medal zdobyła też w sztafecie mieszanej.
Swój jedyny indywidualny medal w zawodach tego cyklu zdobyła w 2016 roku, zajmując drugie miejsce w biegu indywidualnym na mistrzostwach świata w Oslo. Rozdzieliła tam na podium swoją rodaczkę - Marie Dorin Habert i Niemkę Laurę Dahlmeier. Była też druga w sztafecie kobiet, a razem z Dorin Habert, Quentinem Fillonem Mailletem i Martinem Fourcade'em zwyciężyła w sztafecie mieszanej. W sztafecie mieszanej zdobyła również brązowy medal podczas mistrzostw świata w Rasen-Antholz w 2020 roku.
W 2014 roku wystartowała na igrzyskach olimpijskich w Soczi, zajmując między innymi piąte miejsce w biegu indywidualnym i sprincie oraz szóste w sztafecie mieszanej. Na rozgrywanych cztery lata później igrzyskach w Pjongczangu zdobyła trzy medale. Najpierw była trzecia w biegu pościgowym, ulegając Laurze Dahlmeier i Anastasiji Kuźminej ze Słowacji. Następnie sztafeta mieszana Francji w składzie: Marie Dorin-Habert, Anaïs Bescond, Simon Desthieux i Martin Fourcade zdobyła złoty medal. Ponadto wywalczyła brązowy medal w sztafecie kobiet.
Po sezonie 2021/2022 zakończyła sportową karierę.

## Osiągnięcia

### Igrzyska olimpijskie
| Rok  | Miejscowość | Konkurencje | Konkurencje | Konkurencje | Konkurencje | Konkurencje | Konkurencje | Konkurencje |
| Rok  | Miejscowość | IN          | SP          | PU          | MS          | RL          | MR          | SR          |
| ---- | ----------- | ----------- | ----------- | ----------- | ----------- | ----------- | ----------- | ----------- |
| 2014 | Soczi       | 5.          | 5.          | 11.         | 10.         | DNF         | 5.          | nd.         |
| 2018 | Pjongczang  | 31.         | 19.         | 3.          | 17.         | 3.          | 1.          | nd.         |
| 2022 | Pekin       | 30.         | 9.          | 27.         | 29.         | 6.          | –           | nd.         |

### Mistrzostwa świata
| Rok  | Miejscowość          | Konkurencje | Konkurencje | Konkurencje | Konkurencje | Konkurencje | Konkurencje | Konkurencje |
| Rok  | Miejscowość          | IN          | SP          | PU          | MS          | RL          | MR          | SR          |
| ---- | -------------------- | ----------- | ----------- | ----------- | ----------- | ----------- | ----------- | ----------- |
| 2011 | Chanty-Mansyjsk      | 16.         | 39.         | 21.         | 22.         | 2.          | –           | nd.         |
| 2012 | Ruhpolding           | 53.         | 19.         | 28.         | –           | 2.          | –           | nd.         |
| 2013 | Nové Město na Moravě | 48.         | 20.         | 23.         | 14.         | 6.          | –           | nd.         |
| 2015 | Kontiolahti          | 7.          | 56.         | DNS         | 9.          | 2.          | 2.          | nd.         |
| 2016 | Oslo                 | 2.          | 12.         | 12.         | 5.          | 2.          | 1.          | nd.         |
| 2017 | Hochfilzen           | 53.         | –           | –           | –           | –           | –           | nd.         |
| 2020 | Rasen-Antholz        | 52.         | 20.         | 11.         | 10.         | 14.         | –           | 3.          |
| 2021 | Pokljuka             | 18.         | 34.         | 36.         | 23.         | 8.          | –           | –           |

### Mistrzostwa Europy
| Rok  | Miejscowość          | Konkurencje | Konkurencje | Konkurencje | Konkurencje | Konkurencje | Konkurencje | Konkurencje |
| Rok  | Miejscowość          | IN          | SP          | PU          | MS          | RL          | MR          | SR          |
| ---- | -------------------- | ----------- | ----------- | ----------- | ----------- | ----------- | ----------- | ----------- |
| 2008 | Nové Město na Moravě | 22.         | 22.         | 13.         | nd.         | 6.          | nd.         | nd.         |

### Mistrzostwa świata juniorów
| Rok  | Miejscowość | Konkurencje | Konkurencje | Konkurencje | Konkurencje | Konkurencje | Konkurencje | Konkurencje |
| Rok  | Miejscowość | IN          | SP          | PU          | MS          | RL          | MR          | SR          |
| ---- | ----------- | ----------- | ----------- | ----------- | ----------- | ----------- | ----------- | ----------- |
| 2007 | Martell     | 3.          | 3.          | 7.          | nd.         | 2.          | nd.         | nd.         |
| 2008 | Ruhpolding  | 5.          | 5.          | 7.          | nd.         | 2.          | nd.         | nd.         |

### Puchar Świata

#### Miejsca w klasyfikacji generalnej
| Sezon     | Miejsce |
| --------- | ------- |
| 2009/2010 | 55.     |
| 2010/2011 | 25.     |
| 2011/2012 | 30.     |
| 2012/2013 | 17.     |
| 2013/2014 | 21.     |
| 2014/2015 | 12.     |
| 2015/2016 | 9.      |
| 2016/2017 | 14.     |
| 2017/2018 | 7.      |
| 2018/2019 | 22.     |
| 2019/2020 | 15.     |
| 2020/2021 | 18.     |
| 2021/2022 | 14.     |

#### Miejsca na podium indywidualnie
| Lp. | Dzień        | Rok  | Miejscowość          | Konkurencja                | Lokata | Pudła   | Czas biegu | Strata   | Zwycięzca             |
| --- | ------------ | ---- | -------------------- | -------------------------- | ------ | ------- | ---------- | -------- | --------------------- |
| 1.  | 16 stycznia  | 2014 | Anterselva           | Sprint na 7,5 km           | 1.     | 0+1     | 20:30,2    | –        | –                     |
| 2.  | 14 grudnia   | 2014 | Hochfilzen           | Bieg pościgowy na 10 km    | 2.     | 0+0+1+0 | 31:31,3    | + 46,5   | Kaisa Mäkäräinen      |
| 3.  | 21 grudnia   | 2014 | Pokljuka             | Bieg masowy na 12,5 km     | 2.     | 0+0+0+0 | 34:26,4    | + 7,6    | Kaisa Mäkäräinen      |
| 4.  | 9 marca      | 2016 | Oslo                 | Bieg indywidualny na 15 km | 2.     | 0+0+0+1 | 44:15,0    | + 12,2   | Marie Dorin Habert    |
| 5.  | 30 listopada | 2016 | Östersund            | Bieg indywidualny na 15 km | 2.     | 0+0+0+1 | 46:29,8    | + 15,8   | Laura Dahlmeier       |
| 6.  | 4 marca      | 2017 | Pjongczang           | Bieg pościgowy na 10 km    | 3.     | 0+0+1+0 | 29:16,9    | + 1:18,9 | Laura Dahlmeier       |
| 7.  | 17 marca     | 2017 | Oslo                 | Sprint na 7,5 km           | 3.     | 0+0     | 20:56,6    | + 23,1   | Mari Laukkanen        |
| 8.  | 24 marca     | 2018 | Tiumeń               | Bieg pościgowy na 10 km    | 2.     | 0+0+0+1 | 30:52,9    | + 0,2    | Kaisa Mäkäräinen      |
| 9.  | 24 stycznia  | 2020 | Pokljuka             | Bieg indywidualny na 15 km | 3.     | 0+0+0+0 | 42:49,1    | + 1:15,7 | Denise Herrmann       |
| 10. | 26 stycznia  | 2020 | Pokljuka             | Bieg masowy na 12,5 km     | 3.     | 0+0+0+0 | 34:42,0    | + 27,6   | Hanna Öberg           |
| 11. | 5 marca      | 2020 | Nové Město na Moravě | Sprint na 7,5 km           | 2.     | 0+0     | 19:18,2    | + 27,2   | Denise Herrmann       |
| 12. | 4 grudnia    | 2021 | Östersund            | Bieg pościgowy na 10 km    | 2.     | 0+0+0+0 | 32:25,4    | + 4,8    | Marte Olsbu Røiseland |
| 13. | 16 grudnia   | 2021 | Le Grand-Bornand     | Sprint na 7,5 km           | 2.     | 0+0     | 20:22,0    | +15,4    | Marte Olsbu Røiseland |

#### Miejsca na podium drużynowo
| Lp. | Dzień       | Rok  | Miejscowość | Konkurencja       | Lokata | Pudła | Czas biegu | Strata  | Zwycięzca |
| --- | ----------- | ---- | ----------- | ----------------- | ------ | ----- | ---------- | ------- | --------- |
| 1.  | 22 stycznia | 2017 | Anterselva  | Sztafeta 4 × 6 km | 2.     | 0+8   | 1:09:36,6  | +24,2   | Niemcy    |
| 2.  | 10 grudnia  | 2017 | Hochfilzen  | Sztafeta 4 × 6 km | 3.     | 2+13  | 1:15:40,9  | +1:04,5 | Niemcy    |